# Логан Крик (Невада)
Логан Крик (енгл. Logan Creek) насељено је место без административног статуса у америчкој савезној држави Невада.

## Демографија
По попису из 2010. године број становника је 26.
| Група             | 2000.    | 2010.      |
| Белци             | 0 (0,0%) | 25 (96,2%) |
| Афроамериканци    | 0 (0,0%) | 0 (0,0%)   |
| Азијати           | 0 (0,0%) | 0 (0,0%)   |
| Хиспаноамериканци | 0 (0,0%) | 1 (3,8%)   |
| Укупно            | 0        | 26         |